# いせゆみこ

いせゆみこ（1979年11月1日 - ）は、日本の女優。本名、伊勢 由美子（読み仮名同じ）。
岩手県大船渡市出身。身長168cm。B型。ENBUゼミナール第2期宮沢章夫クラス卒。
所属事務所はダックスープ。

## 出演

### テレビ
- 砂の器 第2話（2004年、TBS）
- ロト6で3億2千万円当てた男 第1話（2008年、ABC）
- ぼくの妹 最終話（2008、TBS）
- 華麗なるスパイ 第4話（2009年、日本テレビ） 大野木咲子役
- ラストメール2〜いちじく白書〜 第7話（2009年、BS朝日）マリリン 役
- ギネ 産婦人科の女たち（2009年、日本テレビ）鳥海里子役
- 祝女 第8話（2010年、NHK）
- 祝女 グっと来るストーリー集めましたSP（2010年、NHK）
- 祝女 Season2（2010年〜2011年、NHK）
- ヤング ブラック・ジャック（2011年、日本テレビ）
- ドン★キホーテ 第10話（2011年、日本テレビ）奥寺妻役
- 妖怪人間ベム 第4話（2011年、日本テレビ）慎一の母役
- 祝女 Season3（2011年、NHK）
- クレオパトラな女たち（2012年、日本テレビ）土井珠子役
- 宮部みゆきミステリー パーフェクト・ブルー 第7話（2012年、TBS）水沢夏美役
- ネオ・ウルトラQ 第11話（2013年、WOWOW）レポーター役

### 映画
- パビリオン山椒魚（2006年）
- 大日本人（2006年）
- さよなら、ジョージアダムスキー（2007年）
- 犬とあなたの物語　いぬのえいが（2011年）
- 劇場版　神聖かまってちゃん ロックンロールは鳴り止まないっ（2012年）
- よだかのほし（2012年）

### CM
- NTT東日本 Lモード
- 映画 21グラム　予告
- 映画 華氏911　予告
- 角川文庫
- 資生堂プラウディア（ナレーション）
- ポケメロ JOYSOUND （モンチッチ篇）
- ジェットスター航空（お土産篇）
- グリーンフィルムプロジェクト・エブリディ
- JAグループ「みんなのよい食プロジェクト」（国産を広げよう、国産でつながろう篇）
- 亀田製菓 柿の種（もうとまらない篇）
- 小林製薬 ビスラットゴールド（三浦りさこは知っている篇）
- サッポロビール プレミアムアルコールフリー（会議でいただいちゃいます篇）

### ラジオCM
- セブンイレブン全国店内放送
- NTTドコモ
- サントリー
- JAL
- YKK AP
- NEC
- KDDI

他多数

### ラジオ
- J-WAVE シアターマツモト(NEW YEAR SPECIAL 中村航「ハミングライフ」
- J-WAVE メトロポリスアカデミー
- T-FM TOKYO Copywriter's Street
- T-FM サタデーウェイティングバー

### 舞台
- 遊園地再生事業団「トーキョー/不在/ハムレット」（2004年〜2005年）
- KERA・MAP＃004「ヤング・マーブル・ジャイアンツ」（2005年）
- 世田谷パブリックシアター「ソウル市民」（2005年）
- アビニョン演劇祭「ソウル市民」（2006年）
- 世田谷パブリックシアター「審判」「失踪者」（2007年）
- THE SHAMPOO HAT「葡萄」（2008年）
- シアターコクーン「三文オペラ」（2009年）
- 「透明感のある人間」（2009年）

他多数